# Аконтий
Ако́нтий (др.-греч. Ἀκόντιος) — герой сказаний, красивый юноша родом из Иулиды с острова Кеос, из рода Евксантиадов, потомков Миноса. Во время праздника Артемиды на Делосе он влюбился в девушку Кидиппу и, чтобы принудить её вступить в брак с ним, употребил следующую хитрость. Опираясь на верование, что каждая клятва, произнесенная в храме богини Артемиды, должна быть непременно исполнена, Аконтий выбрал такое время, когда Кидиппа была в храме, и бросил к её ногам яблоко с надписью: «Клянусь святилищем Артемиды, что выйду замуж за Аконтия». Кидиппа прочла вслух надпись и отбросила яблоко. Богиня услышала обещание Кидиппы и всякий раз, когда та собиралась выйти замуж за другого, поражала её болезнью, так что, наконец, родители должны были согласиться на её брак с Аконтием. Сюжет описан в небольшой поэме Каллимаха.